# Сан-П'єтро-ін-Монторіо
Сан П'єтро ін Монторіо (італ. San Pietro in Montorio ) — титулярна церква на схилі пагорба Янікул у місті Римі.

## Історія

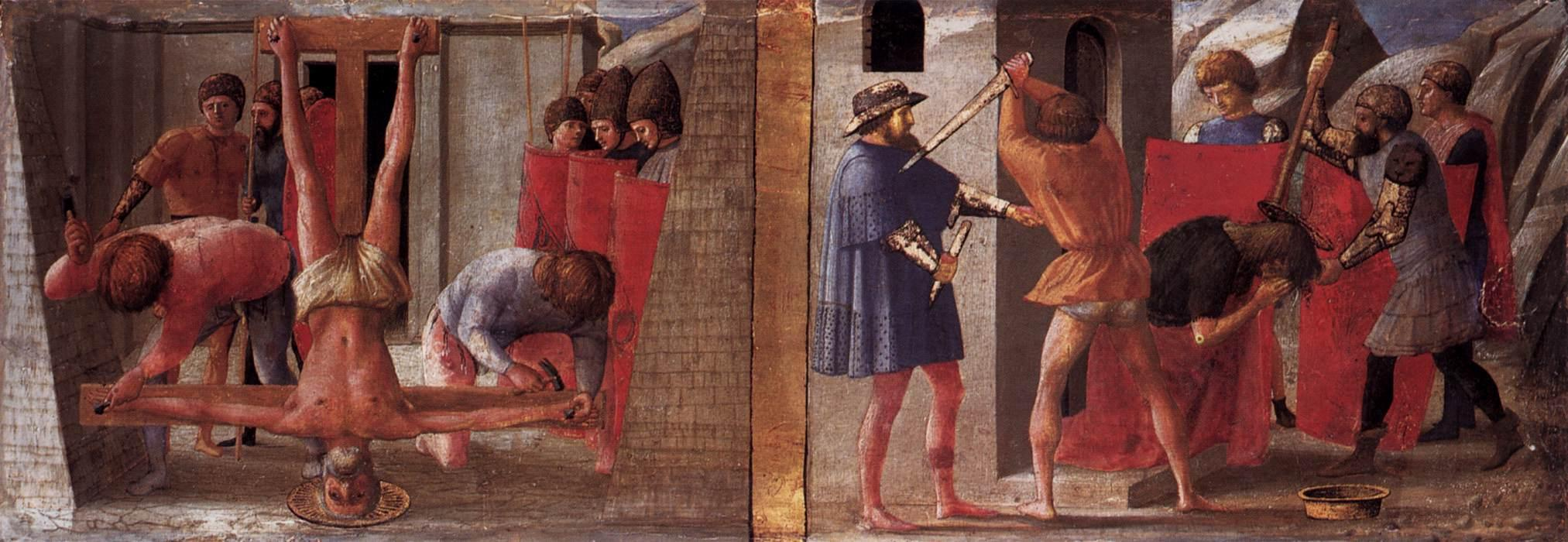
Мазаччо, Страта Св. Петра. Берлін

Церква і храмовий комплекс мають додаток до назви «Монторіо», який виник від назви тутешніх, жовто-червонуватих ґрунтів (Монте d'Oro). Сама церква розташована поряд зі старовинним монастирем, а весь комплекс утримує декілька шедеврів мистецтва і в архітектурі, і скульптурі, тепер і колись — і в живопису.
За висновками науковців, первісна церква на тутешньому схилі вибудована не раніше 9 століття. Але церковні легенди роблять її набагато старішою. Район відомий як місце, де за легендою і поставили хрест з розіп'ятим апостолом Петром головою донизу.
Церква і монастир в середньовіччя належали отцям бенедиктинцям. 1472 року, за часів Папи Римського Сикста IV з родини делла Ровере, старі пошкоджені часом будівлі розібрали. Нові і більш міцні створив архітектор Амедео да Сільва. Папа римський охоче залучав кошти іноземних королів для перебудови комплексу. Серед них був і король Франції Людовик XI. Пізніше в побудову монастиря втрутились іспанські королі Ізабелла та Фердинанд, що теж шукали слави і благочестя. За їх замовою в дворику монастиря на початку 16 століття працював сам Донато Браманте. З праці в цьому монастирі і розпочалася блискуча художня кар'єра архітектора в Римі. 1500 року відтворений комплекс висвятив вже папа Александр VI Борджа. На зламі 18-19 століть і пізніше храмовий комплекс був втягнутий в бурхливі політичні події, був пошкоджений і деякий час використовувався як шпиталь. 1876 року, вже по об'єднанню італійських князівств і створенню єдиної Італії, королівський Савойський двір продав храмовий комплекс Іспанії. Іспанській державі комплекс належить і нині, де в спорудах монастиря розмістили Королівську іспанську академію в Римі.

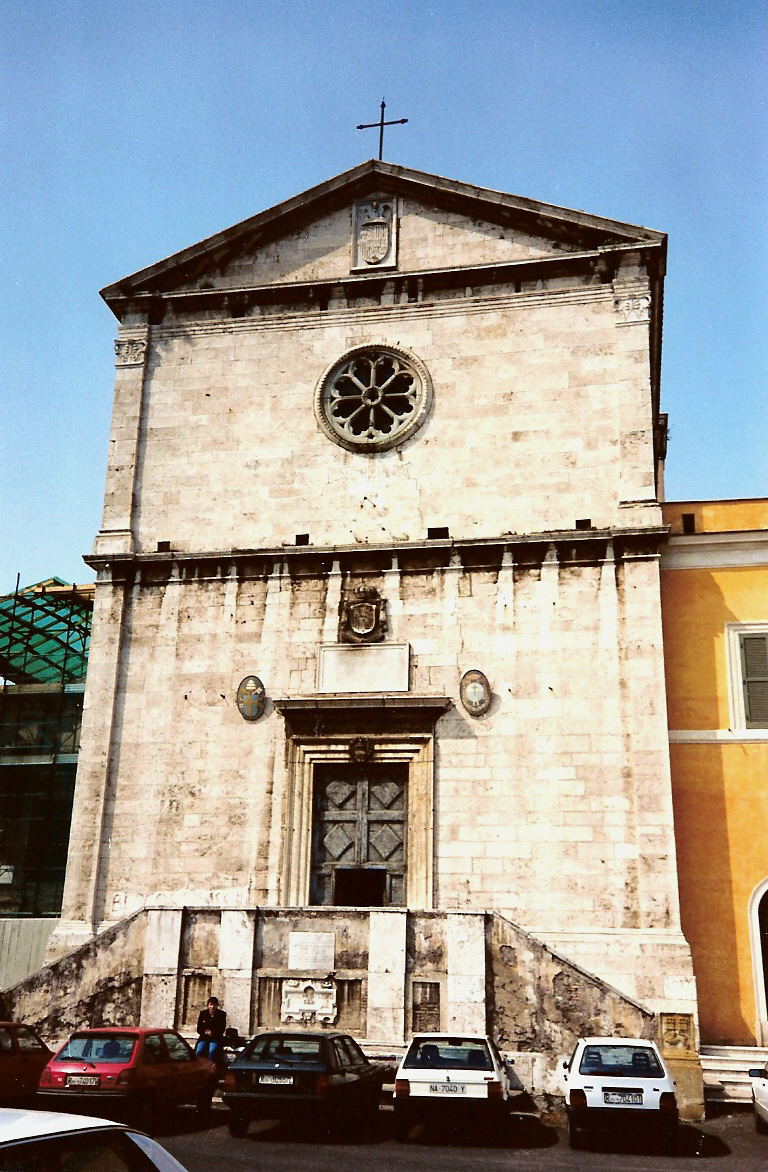
Головний фасад церкви
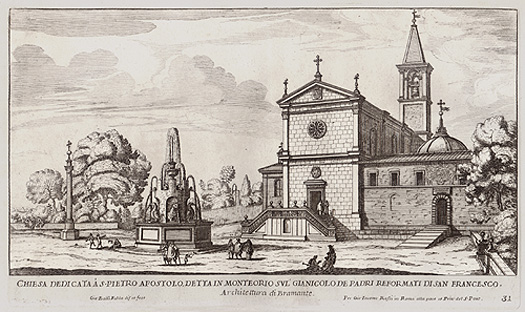
Храмовий комплекс на гравюрі 1670 року з ще не поруйнованою дзвіницею.
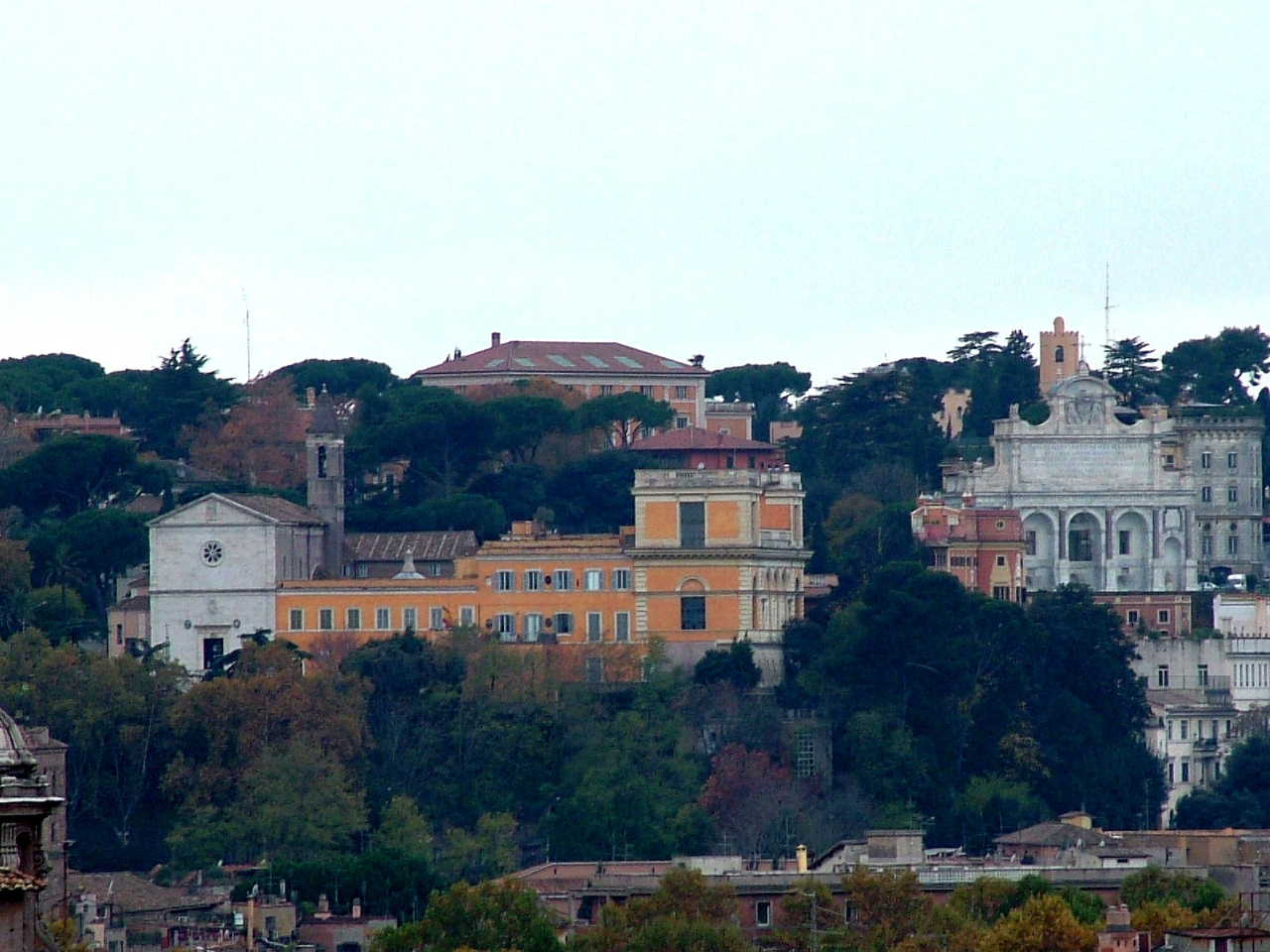
Схил Янікул, храмовий комплекс і фонтан Аква Паоло.
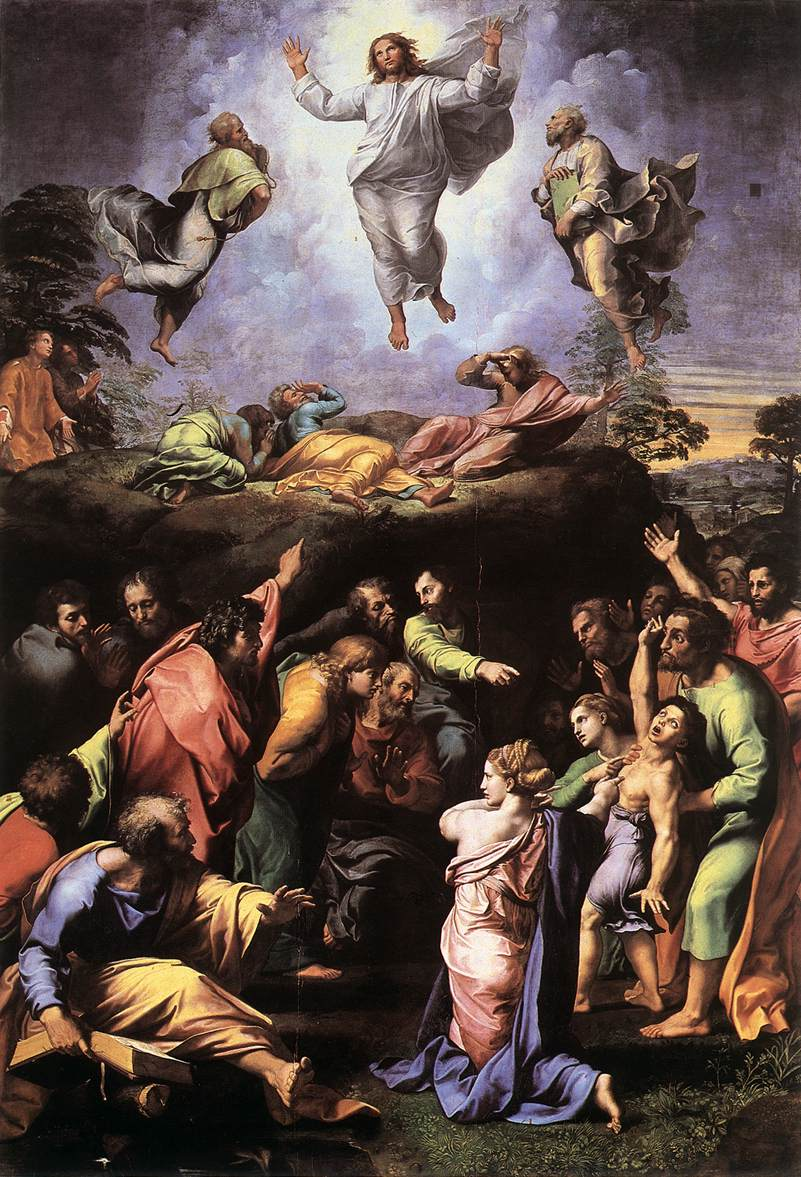
Рафаель Санті. «Преображення», Ватиканська пінакотека

## Церква

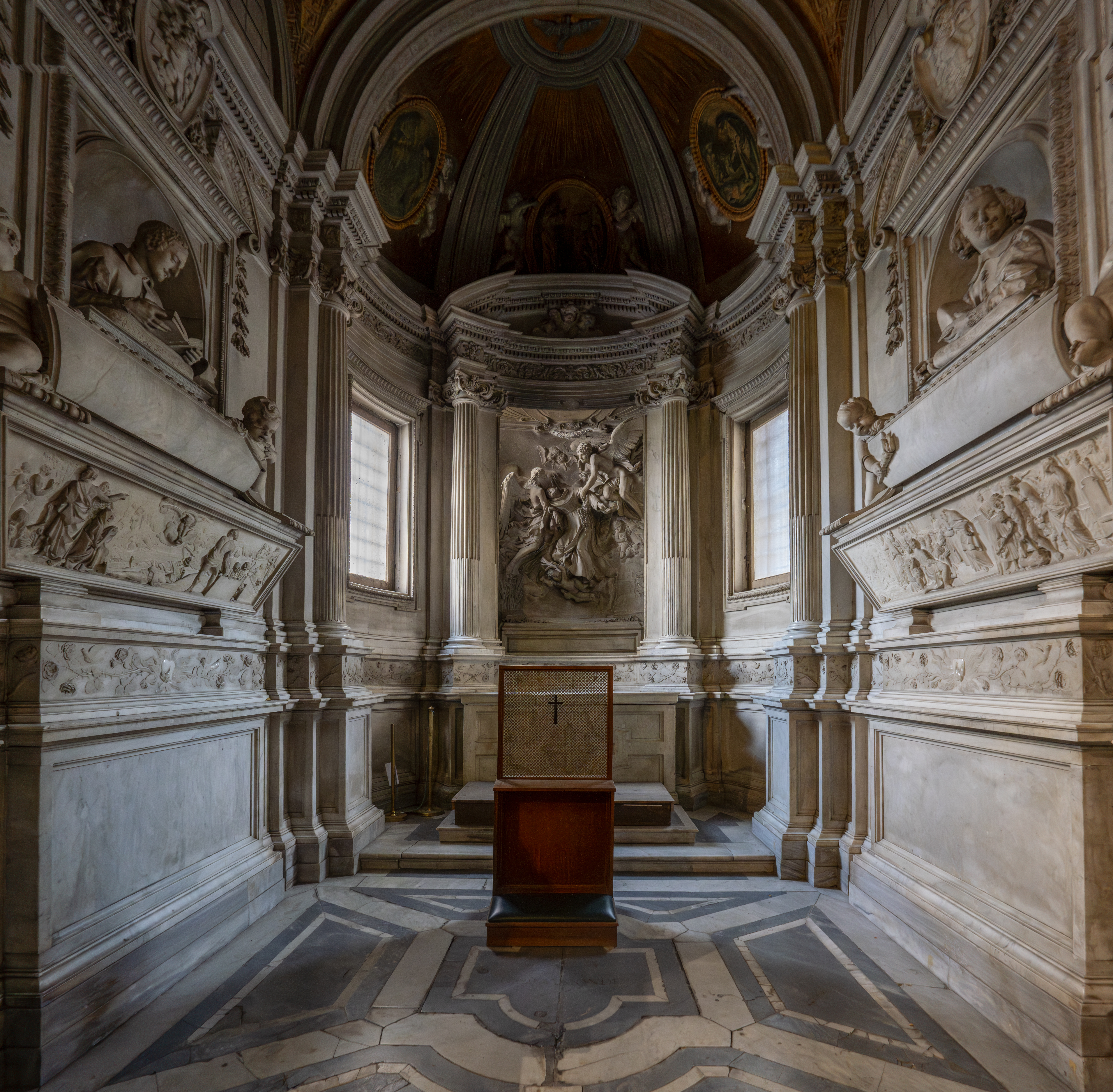
Ск. Франческо Баратта. "Святий Франциск Ассізький отримує стигмати "

Церква має досить простий головний фасад. Його площина розділена на три ділянки і увінчана трикутним фронтоном. Декор аскетичний — тимпан фронтону з гербом практично порожній, нижче — мале і кругле вікно-троянда спрощеного малюнка, ще нижче простенький портал. Кути фасаду прикриті пілястрами.
Церква має лише одну наву і її об'єм височить над комплексом інших споруд. Церква вибудувана з червоної цегли, а головний фасад прикрашений сірим, зашліфованим каменем. Парадність фасаду підсилюють лише двосхилові сходи, які дорівнюють довжині фасаду.
Дещо іншим був колись інтер'єр церкви. Нині абсиду освітлюють три прямокутні вікна без вітражів. В простір нави відкриваються декілька каплиць, обрамлених пілястрами.
- Каплиця Раймонді. Її декор створили в добу бароко Андреа Больджи та Нікколо Сале. Вівтар каплиці — скульптурний. Це рельєф на сюжет «Святий Франциск Ассізький отримує стигмати», створений Франческо Баратта, можливо найкращий твір митця в Римі. В каплиці поховані Джироламо та Франческо Раймонді, звідси назва каплиці.

- Перша каплиця праворуч. Фрески, що прикрашають каплицю, створив художник Себастьяно дель Пьомбо, який перебрався з Венеції до Риму і працював під впливом творів Мікеланджело Буонарроті.

- Другу каплицю праворуч прикрашають фрески, які створив Бальдассаре Перуцці, серед них — «Чотири християнські чесноти» та «Коронування Богородиці».

В каплицях далі можна знайти «Хрещення в Йордані» Данієле да Вольтерра, твір Джорджо Вазарі, надгробки, які створили за проєктами Бартоломео Амманаті.
Саме для церкви Сан П'єтро ін Монторіо Рафаель Санті створив образ «Преображення», який давно вивезли. 1797 року картину Рафаеля вилучили і нині експонують в Пінакотеці Ватикана.

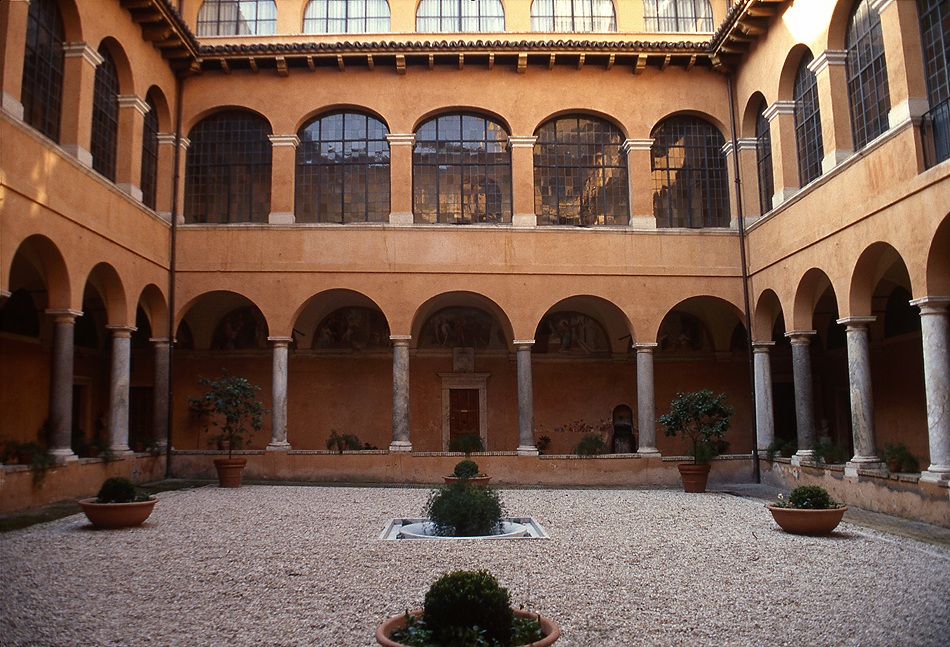
Дворик монастиря, де розмістили Королівську іспанську академію в Римі.
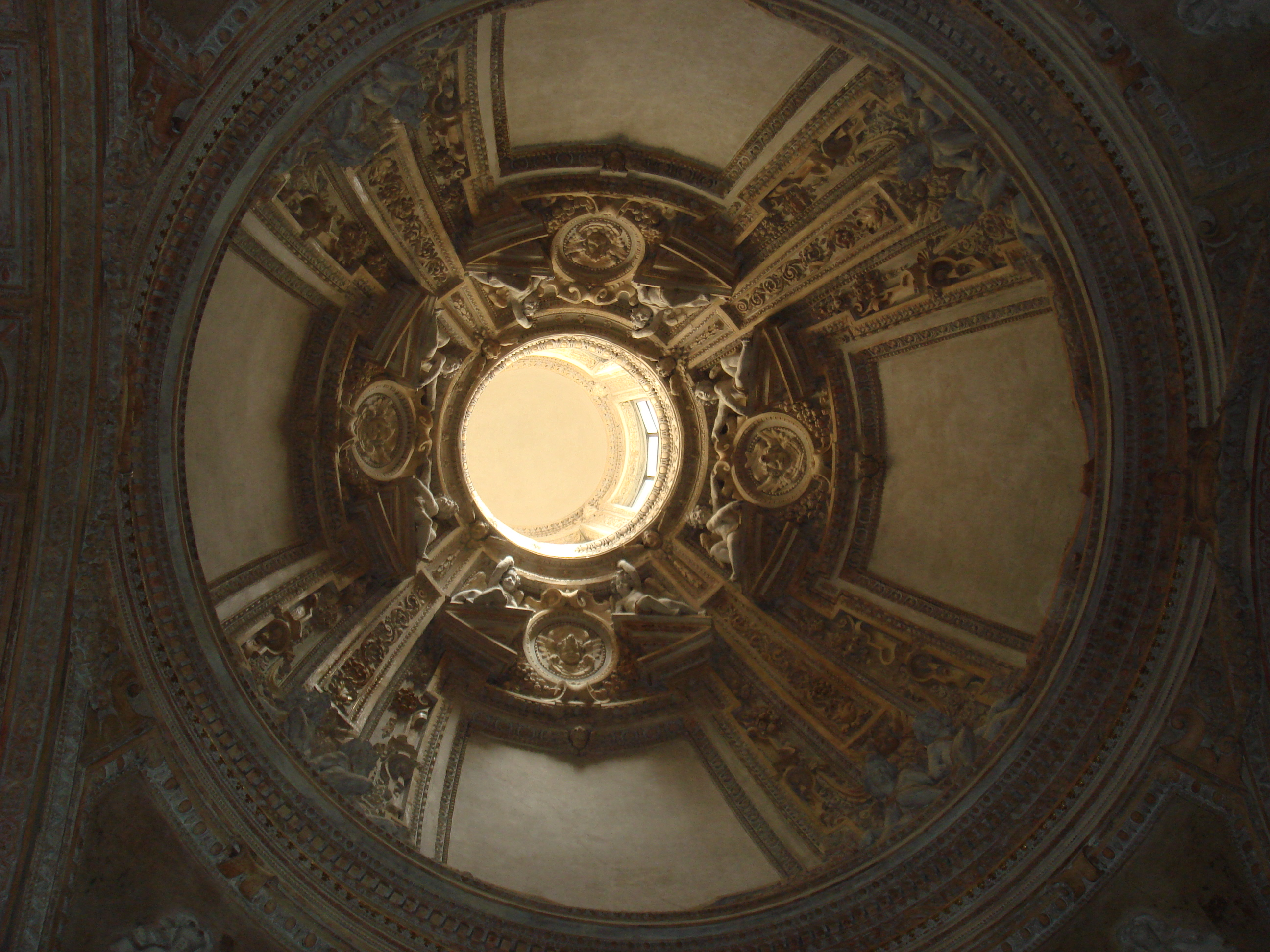
Барокове склепіння каплиці Раймонді зі світовим ліхтариком.
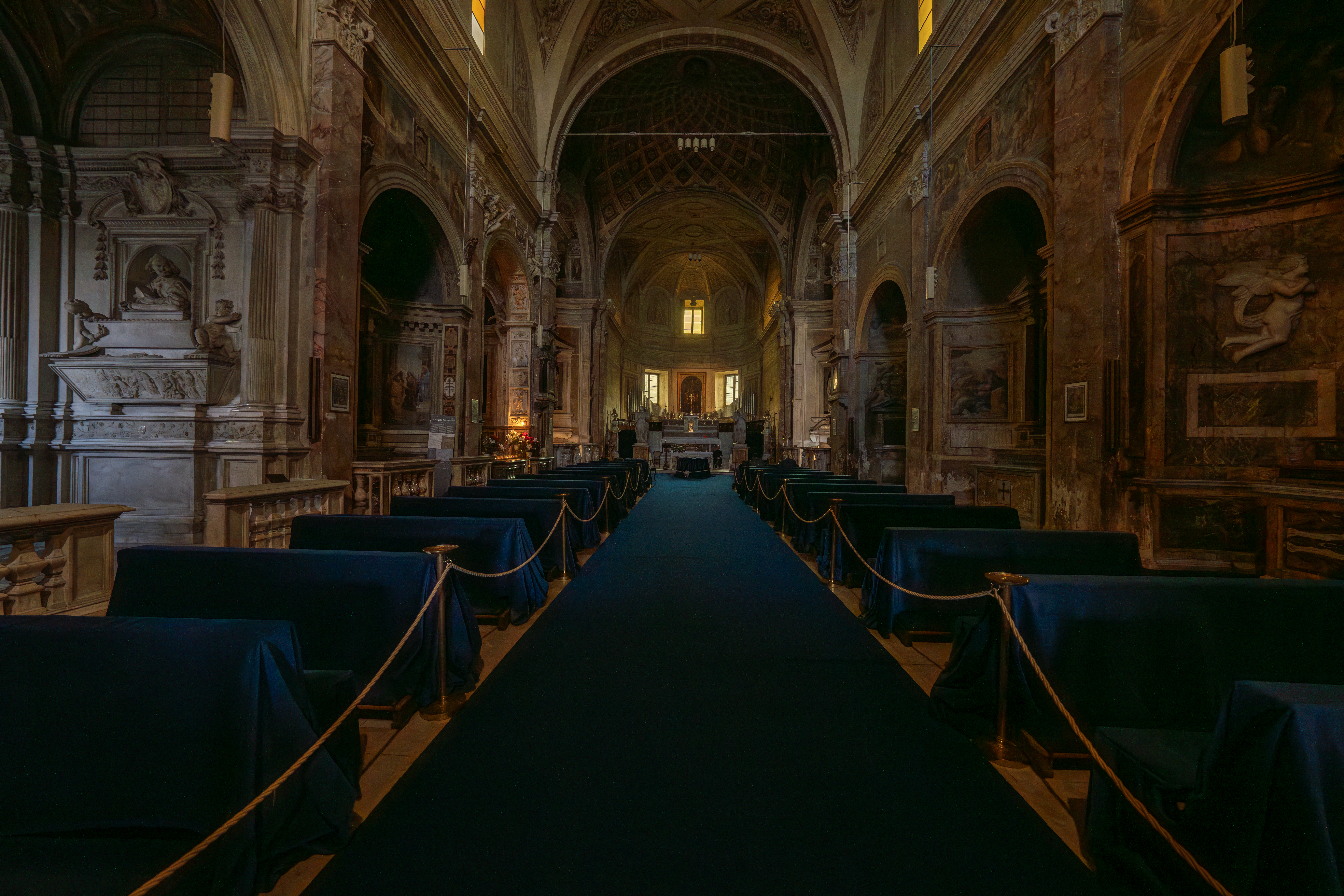
Нава і вівтар церкви.
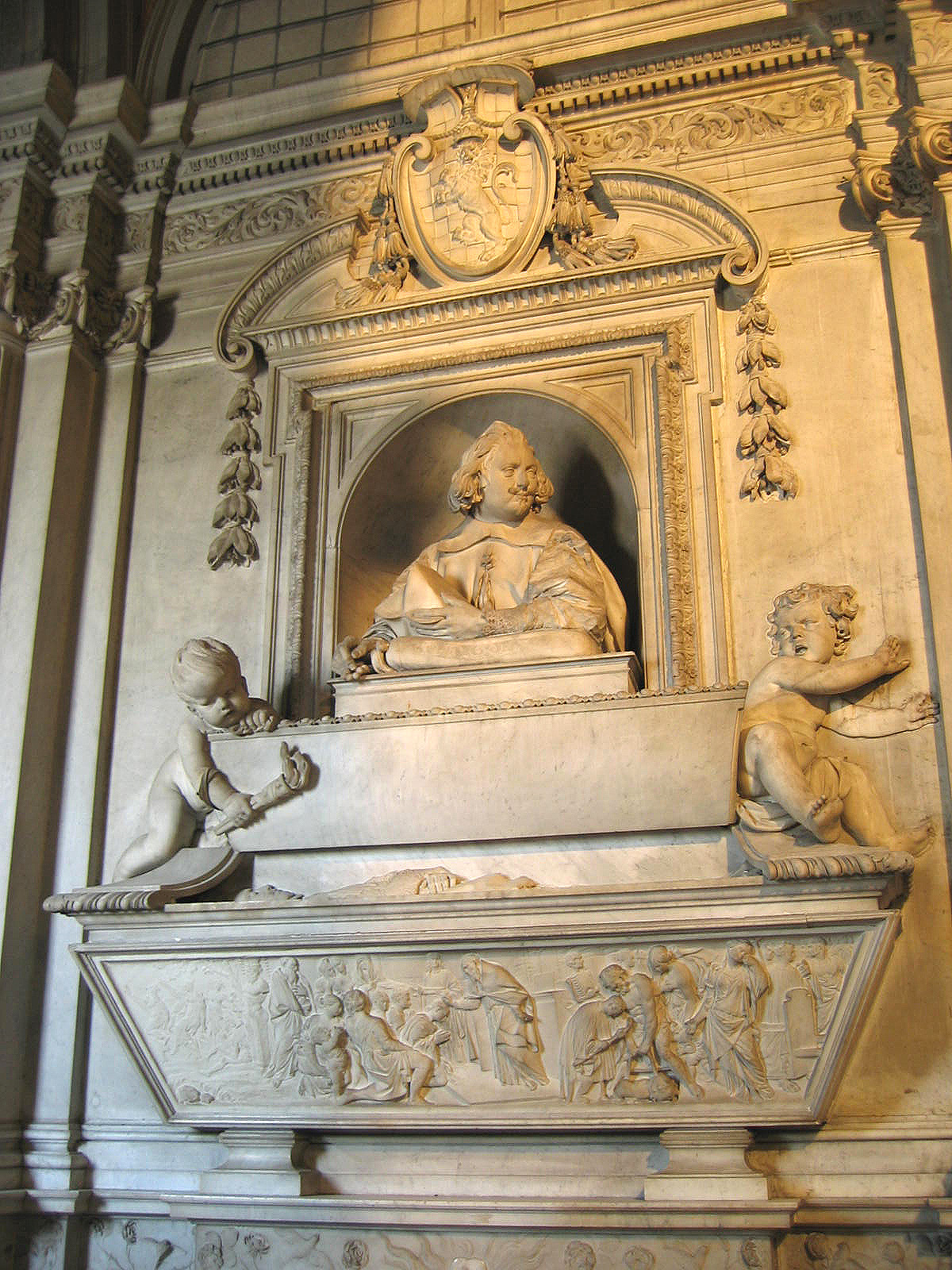
Надгробок Франческо Раймонді.

## Маленький храм Браманте

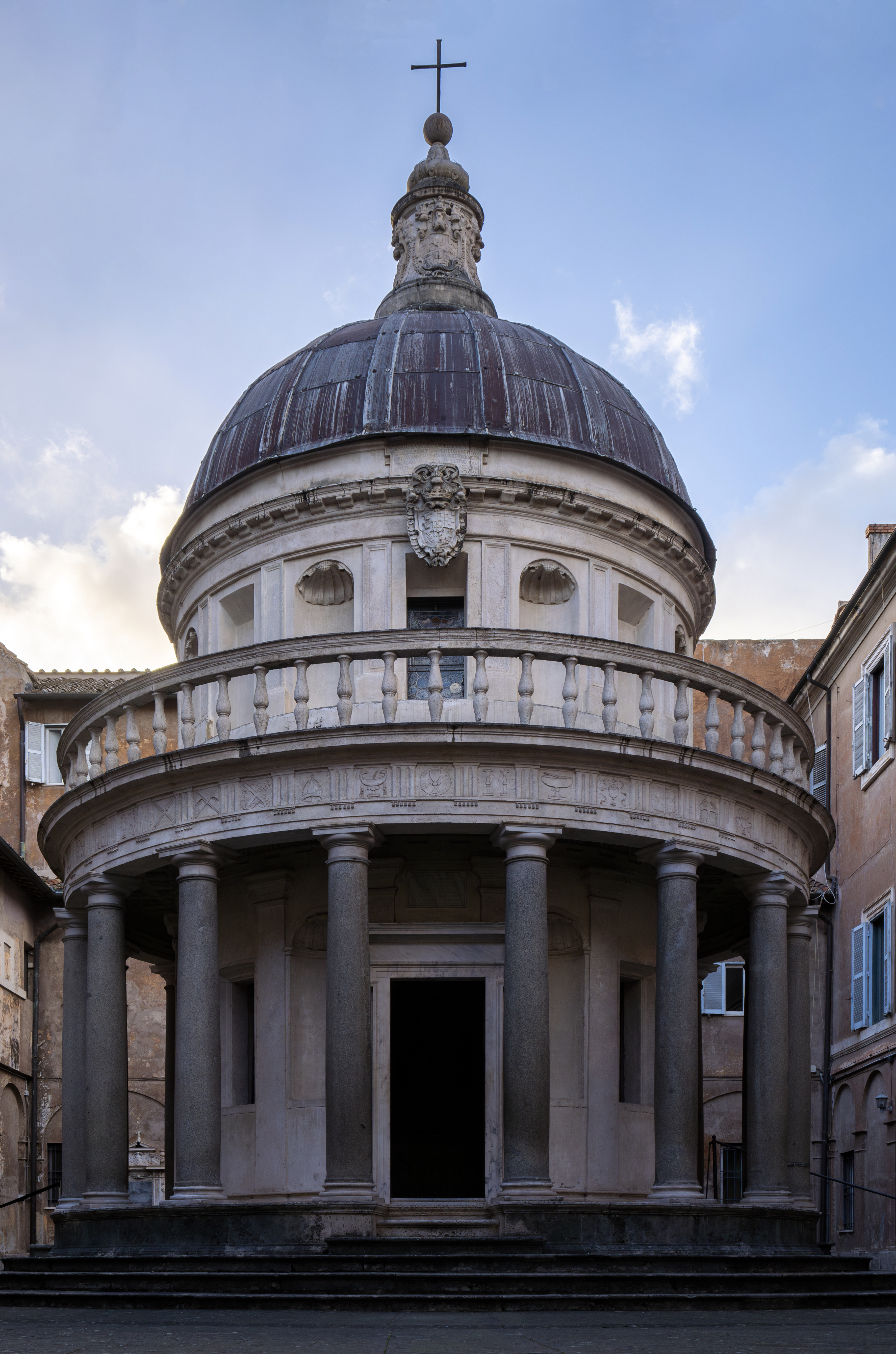
Затісний дворик монастиря.

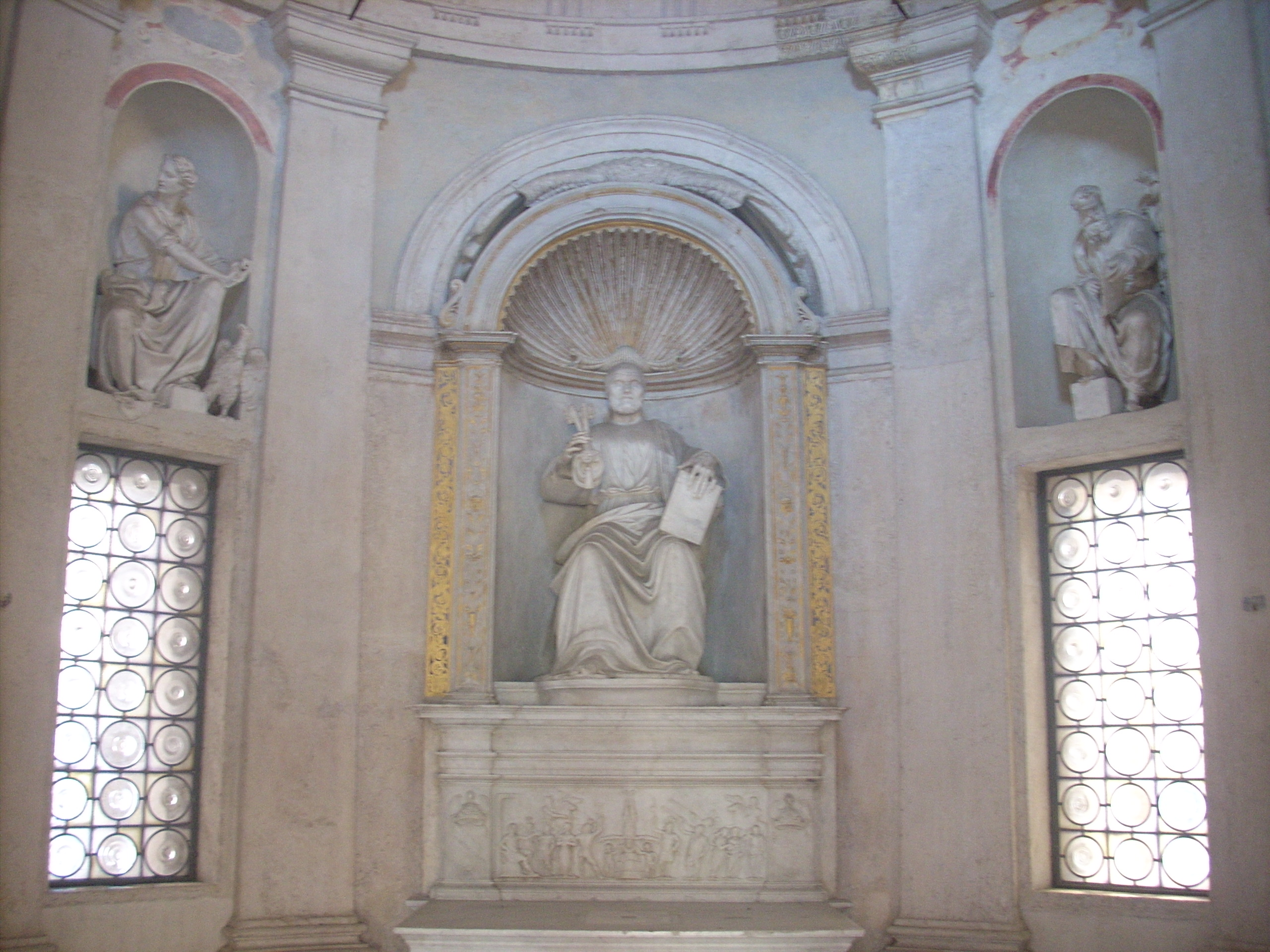
Вівтар маленького храму Браманте.

Маленький храм Браманте або Темп'єтто не що інше, як окремо вибудувана каплиця. Але за проєктом Донато Браманте вона мала стояти в круглому дворику, де перегукавались би заокруглені фасади каплиці та самого дворика. Тобто це був маленький архітектурний ансамбль. Первісний проєкт Браманте збережений і наведений в книзі Себастьяно Серліо. Однак, проєкт Донато Браманте був втілений лише частково, і зараз храмик значно контрастує власними довершеними фасадами з суворими фасадами непривітного монастирського двора.
Маленький храм Браманте стоїть на невисокому круглому подіумі. Перший ярус споруди оточений наскрізною колонадою, що несе парапет. Внутрішній діаметр каплиці-ротонди досягає лише чотирьох з половиною метрів. Сферична баня каплиці-ротонди не має стінописів, які не полюбляв Браманте, бо вони відволікали глядача від краси створених архітектурних форм. Неперевершеним майстром подібних форм він і став наприкінці життя. Замість стінописів - імітація вечірнього неба з зірками, що не тиснуть на глядача, а додають простору повітря і легкості, незвичної висвітленості. Всі пропорції маленького храму і його декор наближені до масштабу людини, споріднені їй, нічим — не пригнічують. Наріжні фасади каплиці прикрашені вікнами та порожніми напівциркульними нішами з мушлями — натяк на паломницьке призначення споруди. Закінчений маленький храм Браманте (без пишного декору ) по завершенню споруди в 1502 році викликав сенсацію в тогочасному Римі. Папа римський негайно найняв новоприбулого майстра на працю в Ватикані. Темп'єтто став першою реальною спорудою Високого Відродження в Римі, що перебрав відтепер на себе славу і значення першого ренесансного центру Італії, яке до того мала Флоренція. Рим і папський двір почали концентрувати навколо себе найкращих митців доби.
Слава маленького храму Браманте бентежила уяву римських майстрів впродовж декількох століть. Його оголосили еталоном. Пізніше він увійде в різні путівники і енциклопедії. Найбільш активно в декорування Темп'єтто втрутились агресивні майстри римського бароко. Правда, стінописів в інтер'єрі не створили, але розмістили там чотири невеликі скульптури євангелістів в напівциркульних нішах над вікнами. Дивним чином їх активні, патетичні рухи не затулили, а дещо підкреслили красу пропорцій споруди. В вівтарній ніші храмика — скульптура апостола Петра на троні. В підлозі каплиці створено отвір ( прикритий наскрізною металевою ґраткою ), що нагадував паломникам про наявність ще й крипти. Вона — під ротондою, вхід до якої зі сходу. Інтер'єр крипти вражає пишнотою, що б'є у вічі кольоровим камінням облицювання і складними орнаментами склепіння. Тут ще один мармуровий вівторик св. Петра. 

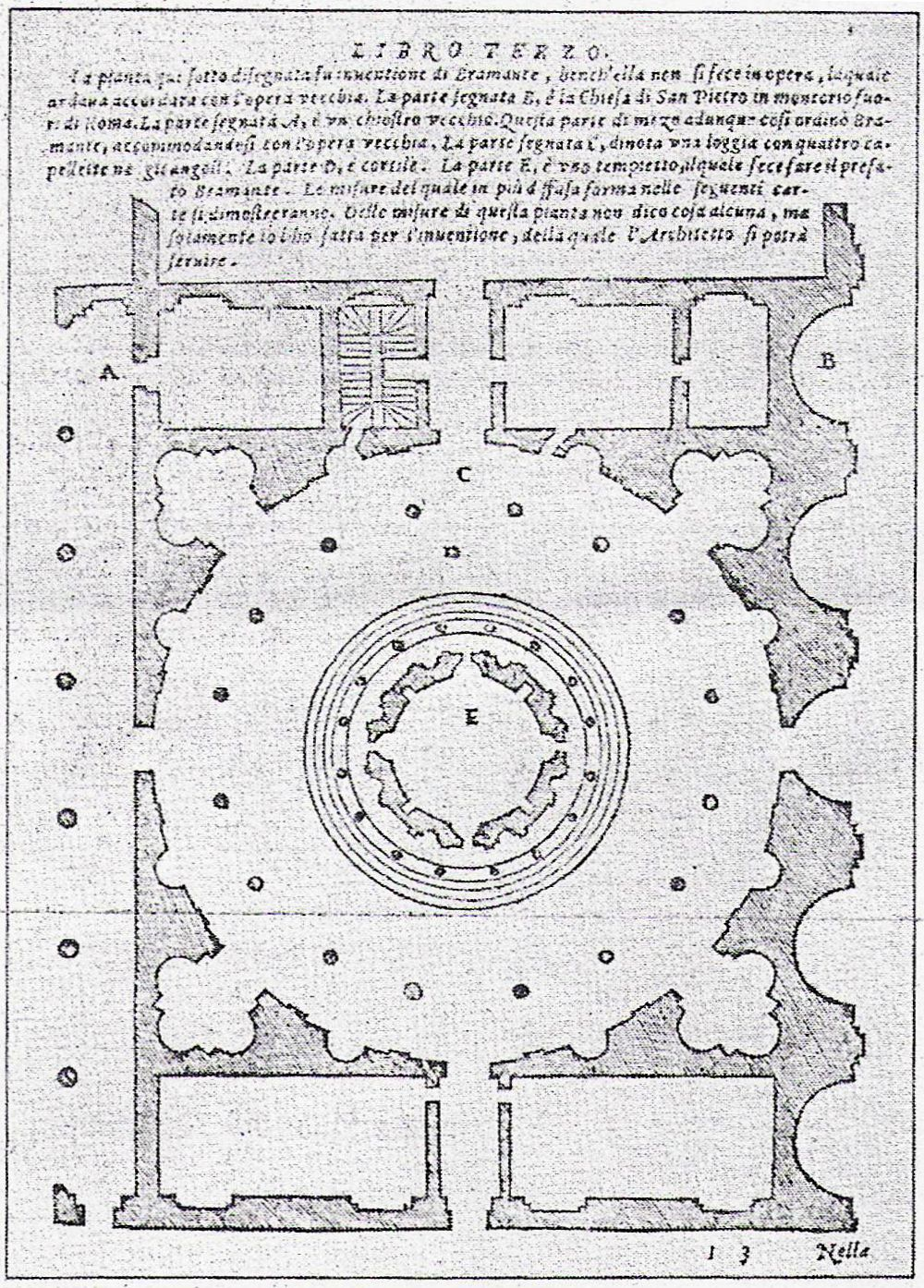
Первісний проєкт Браманте з видання Себастьяно Серліо.
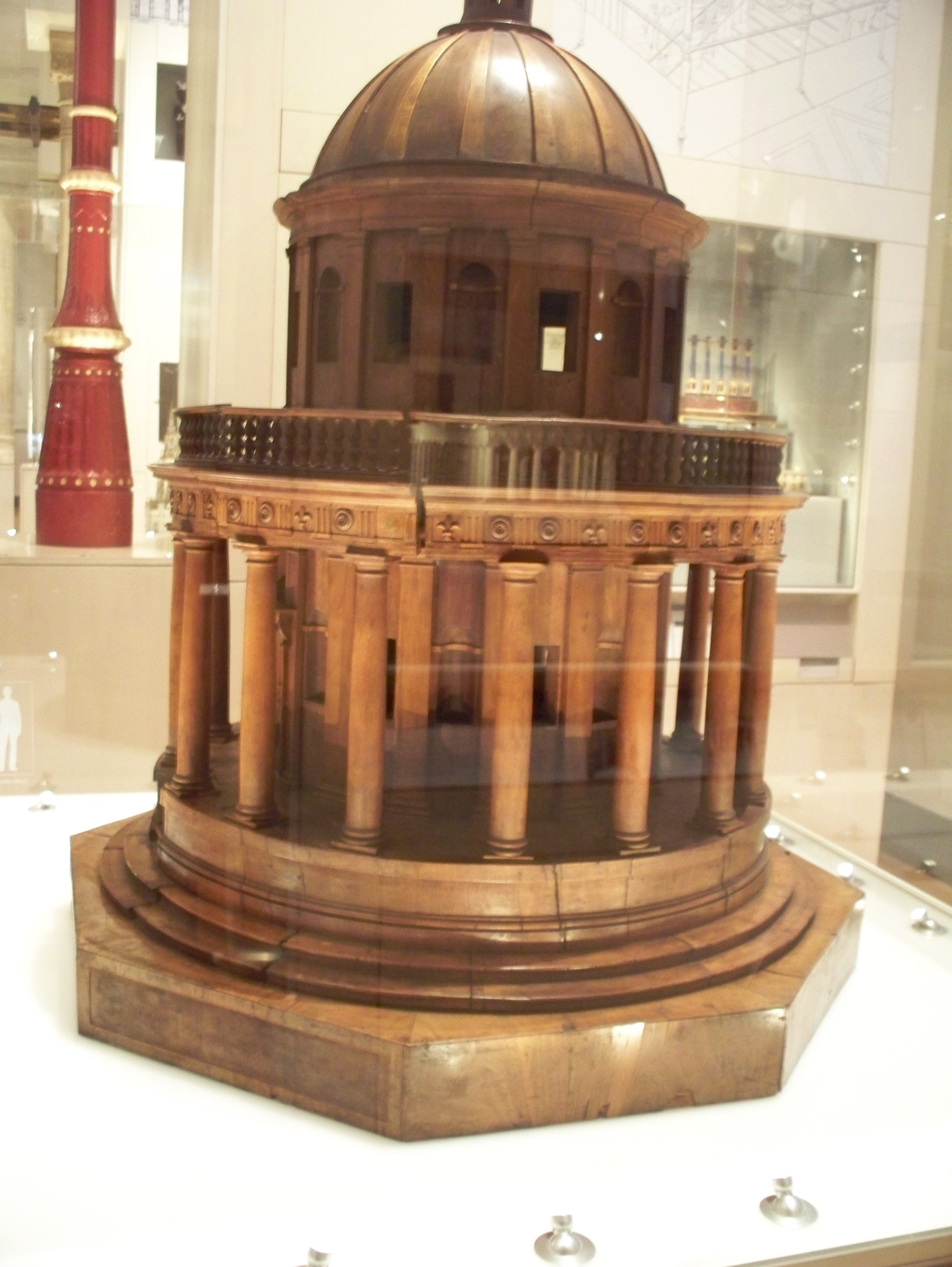
Архітектурна модель маленького храму Браманте.
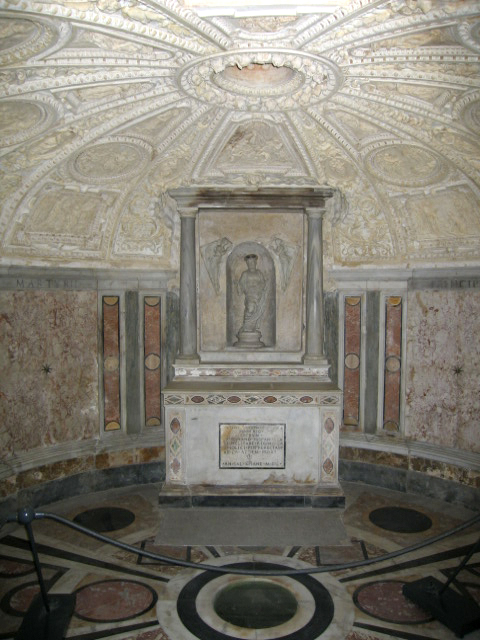
Крипта маленького храму Браманте.
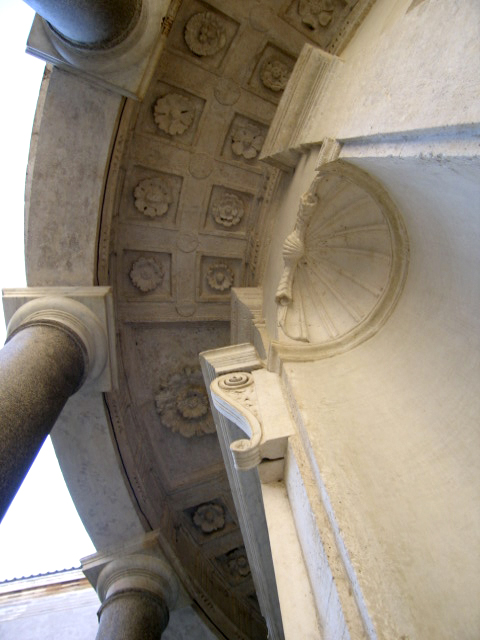
Напівциркульна ніша з мушлею.

## Титулярна церква
Церква Сан П'єтро ін Монторіо з 13 квітня 1587 року є титулярною церквою, кардиналом-священиком з титулом церкви Сан П'єтро ін Монторіо  з 1 березня 2008 року, є американський кардинал Джеймс Френсіс Стеффорд.